# Yeongsan (fleuve)
Le Yeongsan est un fleuve de Corée du sud d'une longueur de 115 km. Il coule dans le sud-ouest du pays et se jette dans la mer Jaune.

## Source de la traduction
- (de) Cet article est partiellement ou en totalité issu de l’article de Wikipédia en allemand intitulé « Yeongsan » (voir la liste des auteurs).